# Algemene verkiezingen in Liberia (1959)

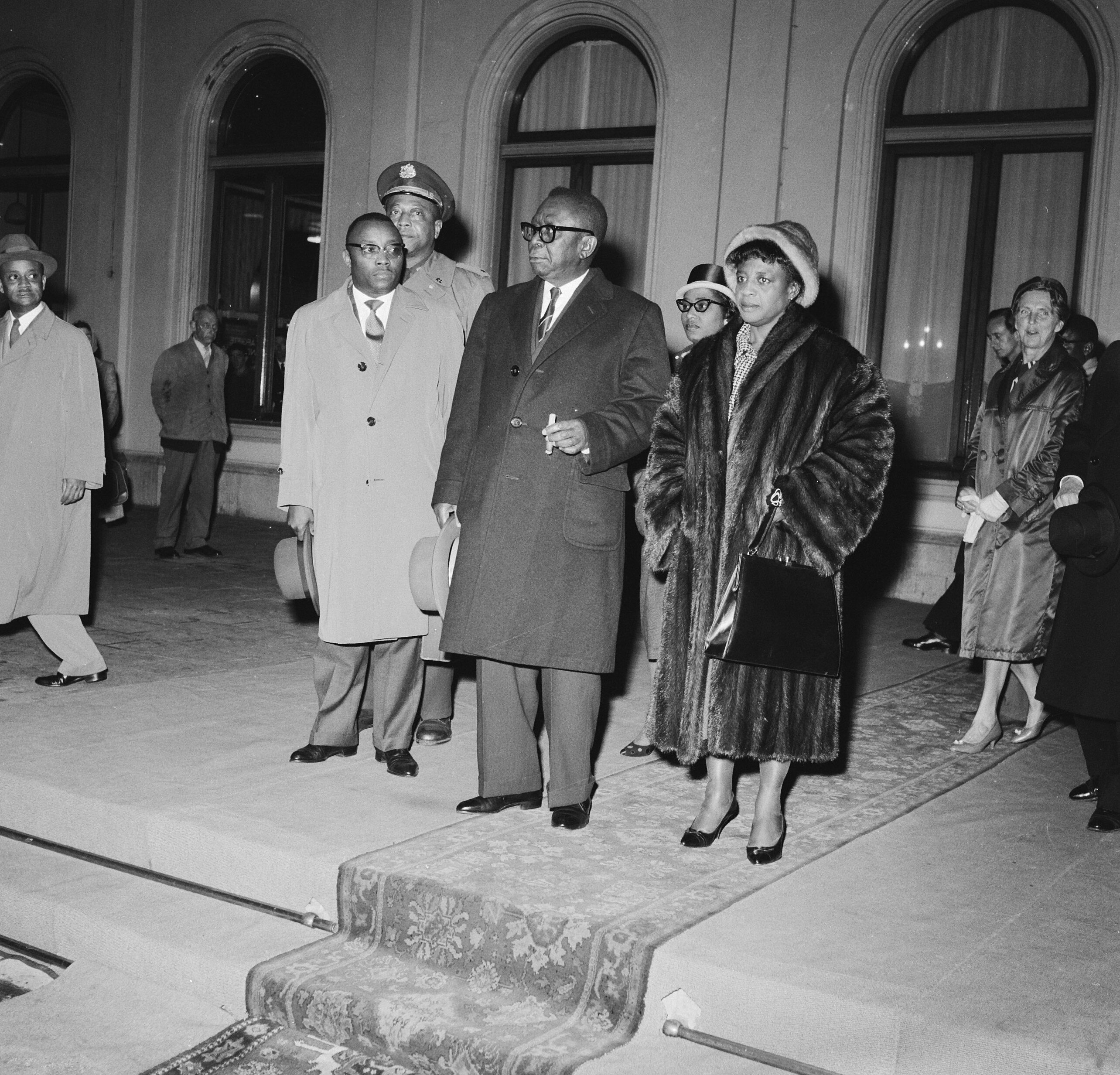
President William Tubman tijdens het officiële staatsbezoek aan Nederland in 1960.

De algemene verkiezingen in Liberia van 1959 vonden op 3 mei plaats. William Tubman werd voor de vierde keer op rij herkozen. De enige tegenkandidaat, William O. Davies Bright, kreeg 55 stemmen. Tolbert's running mate, William Tolbert werd herkozen als vicepresident. Naast presidentsverkiezingen vonden er ook parlementsverkiezingen plaats, hierover ontbreken de exacte cijfers. Wel is bekend dat alle zetels in het Huis van Afgevaardigden werden gewonnen door de True Whig Party, de de facto enige partij in het land sinds 1883.

## Presidentsverkiezingen
| Kandidaat                       | Kandidaat                | Partij          | Stemmen | %      |
| ------------------------------- | ------------------------ | --------------- | ------- | ------ |
|                                 | William V.S. Tubman      | True Whig Party | 530.566 | 99,99  |
|                                 | William O. Davies Bright | Onafhankelijk   | 55      | 0,10   |
| Totaal                          | Totaal                   | Totaal          | 530.621 | 100,00 |
|                                 |                          |                 |         |        |
| Geregistreerde kiezers/ opkomst |                          |                 |         |        |
| Bron: AED                       |                          |                 |         |        |

William V.S. Tubman: 530.566 stemmen
William O. Davies Bright: 55 stemmen

## Parlementsverkiezingen

### Huis van Afgevaardigden
| Partij                            | Partij          | Zetels | %      |
| --------------------------------- | --------------- | ------ | ------ |
|                                   | True Whig Party | 29     | 100,00 |
| Totaal                            | Totaal          | 29     | 100,00 |
|                                   |                 |        |        |
| Geldige stemmen                   |                 |        |        |
| Ongeldige stemmen/ blanco stemmen |                 |        |        |
| Geregistreerde kiezers/ opkomst   |                 |        |        |
| Bron: Nohlen                      |                 |        |        |

### Senaat
| Partij                            | Partij          | Zetels | %      |
| --------------------------------- | --------------- | ------ | ------ |
|                                   | True Whig Party | 18     | 100,00 |
| Totaal                            | Totaal          | 18     | 100,00 |
|                                   |                 |        |        |
| Geldige stemmen                   |                 |        |        |
| Ongeldige stemmen/ blanco stemmen |                 |        |        |
| Geregistreerde kiezers/ opkomst   |                 |        |        |
| Bron: Nohlen                      |                 |        |        |